# Carl Proske
 (octobre 2020).
Si vous disposez d'ouvrages ou d'articles de référence ou si vous connaissez des sites web de qualité traitant du thème abordé ici, merci de compléter l'article en donnant les références utiles à sa vérifiabilité et en les liant à la section « Notes et références ».
Carl Proske, né le 11 février 1794 à Gröbnig, arrondissement de Leobschütz (de) en Haute-Silésie et mort le 20 décembre 1861 à Ratisbonne, est un prêtre catholique allemand, médecin et éditeur de musique d'Église, réformateur de la musique liturgique.

## Biographie

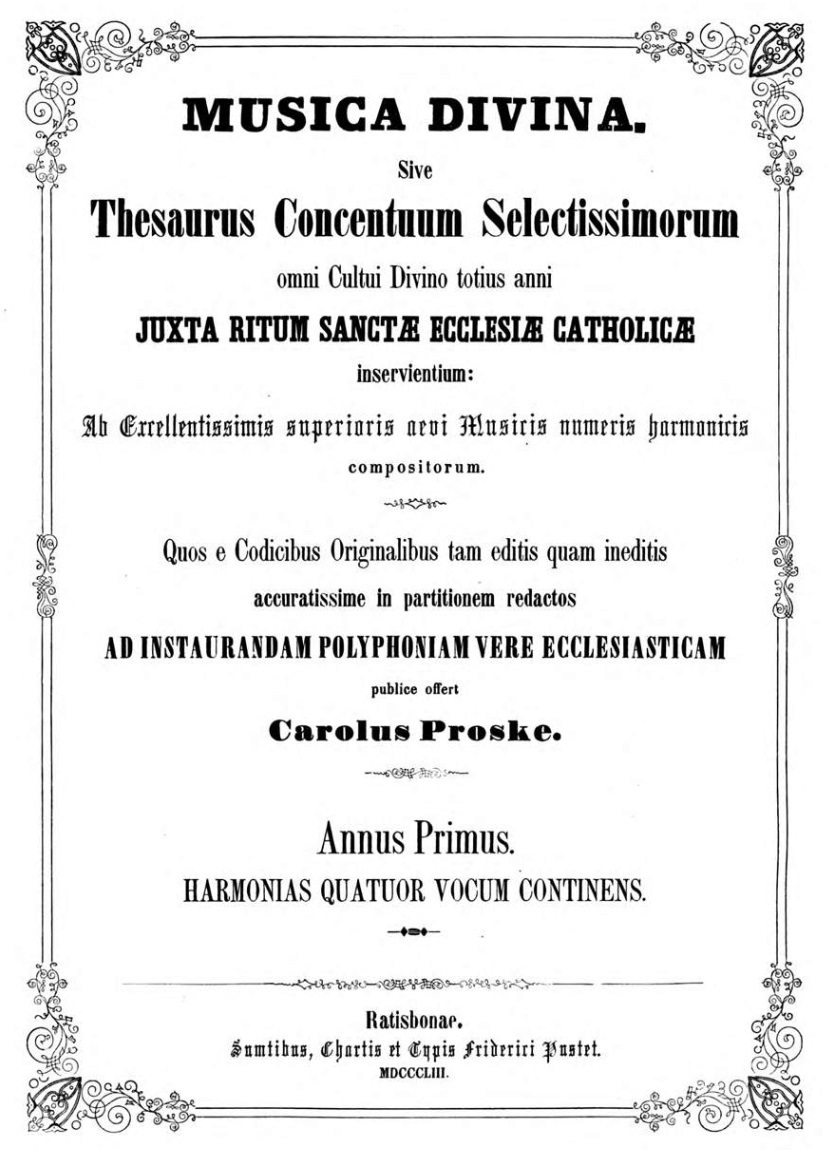
Page de titre du premier volume de la collection Musica Divina (1853).

Carl Proske est le fils d'un propriétaire terrien de Gröbnig en Haute-Silésie. Au lieu de vouloir succéder à son père à la tête de l'exploitation, il part étudier la médecine à Vienne. Il prend part à la campagne d'Allemagne de 1813 à 1815, puis poursuit ses études de médecine à Halle. Il devient docteur en médecine le 1er juin 1816.
Après avoir gagné un certain renom en tant que médecin, Proske renonce à une brillante carrière dans la fonction publique prussienne, en tant que médecin de district à Pless et décide sur la suggestion de son ami proche Johann Michael Sailer (plus tard évêque de Ratisbonne) d'étudier la théologie à Ratisbonne pour devenir prêtre. En 1826, Proske est ordonné prêtre à la cathédrale de Ratisbonne. Son premier poste est celui de vicaire de Notre-Dame-de-la-Vieille-Chapelle de Ratisbonne et en 1830 il est nommé par le roi Louis Ier de Bavière, chanoine. À partir de ce moment, Proske se consacre de plus en plus intensivement à ses études musicales, son but étant de donner une certaine pureté à la musique liturgique en tournant le dos à une musique orchestrale en vogue, trop profane à son goût.
De 1834 à 1836, Proske entreprend son premier voyage en Italie (en particulier à Rome et à Naples) dans le but d'obtenir des copies d'œuvres polyphoniques du XVIe siècle. Bien que Proske ait déjà constitué une bibliothèque impressionnante avant son voyage, le chercheur passionné n'en est pas satisfait et a la volonté d'étudier ces trésors musicaux sur place. Un deuxième voyage suit en 1837 et un troisième voyage en 1838 sur les traces de vieux maîtres italiens. Cela le conduit à Bologne, Florence, Padoue et Venise. De 1853 à 1864, l'œuvre de base en quatre volumes de Proske Musica Divina (mise au point par Franz Xaver Haberl) est enfin publiée ; elle contient des chants pour chaque domaine liturgique (volume I: douze messes; volume II: motets pour toute l'année liturgique ; volume III: chants de vêpres polyphoniques; volume IV posthume: chants de la Semaine Sainte, litanies, Te Deum etc.). Proske est soutenu dans son travail par le chef de chœur de Notre-Dame-de-la-Vieille-Chapelle, Johann Georg Mettenleiter (de), qui commence à mettre en pratique les conclusions de Proske sur la restauration de la musique d'Église. Proske, en tant que personnage central de cette restauration de la musique sacrée catholique, a donc jeté les bases du mouvement de réforme de la musique liturgique du mouvement cécilien. Son lieu de travail, Notre-Dame-de-la-Vieille-Chapelle, devient le point de départ de ce mouvement au siècle suivant. Le compositeur de musique liturgique Michael Haller en est le continuateur. Carl Proske est également considéré comme un pionnier des Regensburger Domspatzen et un fondateur de la tradition de Ratisbonne. Sa bibliothèque musicale contient plus de 1 200 exemplaires d'œuvres de maîtres anciens du XVe siècle au XVIIe siècle et fait maintenant partie de la bibliothèque centrale diocésaine de Ratisbonne.

## Réception
Lors de l'inauguration de l'orgue du Pape Benoît XVI de la collégiale Notre-Dame-de-l'Ancienne-Chapelle de Ratisbonne, le 13 septembre 2006, Benoît XVI a fait référence à Carl Proske : « Il y a eu au XIXe siècle des impulsions essentielles pour le renouveau de la musique liturgique. Le chant grégorien et l'ancienne polyphonie vocale classique ont été intégrés dans le processus liturgique. La culture de la musique liturgique dans cette église dépassait les frontières de Ratisbonne et a mis Ratisbonne au cœur du mouvement de réforme de la musique d'Église, dont les effets se poursuivent jusqu'à nos jours. »